# Mikhaïl Popov
Mikhaïl Grigorievitch Popov, né le 5 (17) avril 1893 à Volsk et mort le 18 décembre 1955 à Léningrad, est un botaniste russe soviétique fameux pour ses expéditions scientifiques en Sibérie, dans les Carpathes, au Kazakhstan et en Asie centrale, ainsi que dans l'Extrême-Orient russe dont il rapporta des spécimens botaniques pour le jardin botanique de Sibérie situé à Novossibirsk. Il était spécialisé en phytogéographie et étudia en particulier des plantes de type méditerranéen ou issues de la taïga. Il était membre-correspondant de l'Académie des sciences de la RSS d'Ukraine (1945) et fut lauréat du prix Komarov en 1960 à titre posthume.

## Carrière
Mikhaïl Popov enseigne de 1917 à 1927 à l'université de Saratov, puis à l'université de Tachkent (dénommée à l'époque université d'Asie centrale), où il a comme élève Alexeï Vvedenski. De 1927 à 1940, il travaille successivement à l'institut d'agronomie de Léningrad, à la filiale du Kazakhstan de l'Académie des sciences d'URSS, et enfin au jardin botanique de Batoum. Il est nommé ensuite professeur de l'université de Samarcande jusqu'en 1944. L'année suivante, il est professeur de l'université de Kiev et les trois années suivantes professeur de l'université de Lvov. Il dirige de 1948 à 1950 le département de botanique de la filiale de l'Académie des sciences d'URSS de Sakhaline. Ensuite il dirige au département de biologie le laboratoire de flore et de géobotanique au jardin botanique de Sibérie situé à Novossibirsk.
En 1933 en pleine terreur stalinienne, il est arrêté sous l'accusation de menées anti-soviétiques, mais bientôt relâché par manque de preuves. Il lui est toutefois interdit de demeurer à Moscou ou à Léningrad et part donc pour le Kazakhstan, puis à Batoum.
Il est enterré au cimetière Saint-Séraphin de Léningrad, aujourd'hui Saint-Pétersbourg.

## Hommages
- (Campanulaceae) Popoviocodonia Fed. 1957
- (Plumbaginaceae) Popoviolimon Lincz.

## Source
- (ru) Cet article est partiellement ou en totalité issu de l’article de Wikipédia en russe intitulé « Попов, Михаил Григорьевич » (voir la liste des auteurs).

Popov est l’abréviation botanique standard de Mikhaïl Popov.
Consulter la liste des abréviations d'auteur en botanique ou la liste des plantes assignées à cet auteur par l'IPNI, la liste des champignons assignés par MycoBank, la liste des algues assignées par l'AlgaeBase et la liste des fossiles assignés à cet auteur par l'IFPNI.